# Bieuxy
Bieuxy ist eine französische Gemeinde mit 34 Einwohnern (Stand: 1. Januar 2022) im Département Aisne in der Region Hauts-de-France. Sie gehört zum Arrondissement Soissons und zum Kanton Vic-sur-Aisne.

## Geographie
Die Gemeinde Bieuxy liegt am Westrand des Höhenzuges Chemin des Dames, acht Kilometer nordwestlich von Soissons. Im Norden wird die Gemeinde vom Ru d’Hozien, einem Nebenfluss der Aisne, begrenzt. Nachbargemeinden von Bieuxy sind Bagneux im Nordosten, Juvigny im Osten, Vauxrezis im Südosten und Cuisy-en-Almont im Südwesten, Tartiers im Westen sowie Épagny im Nordwesten.

## Bevölkerungsentwicklung
| Jahr                       | 1962 | 1968 | 1975 | 1982 | 1990 | 1999 | 2006 | 2014 | 2021 |
| -------------------------- | ---- | ---- | ---- | ---- | ---- | ---- | ---- | ---- | ---- |
| Einwohner                  | 30   | 28   | 22   | 26   | 21   | 25   | 25   | 30   | 34   |
| Quellen: Cassini und INSEE |      |      |      |      |      |      |      |      |      |

## Sehenswürdigkeiten

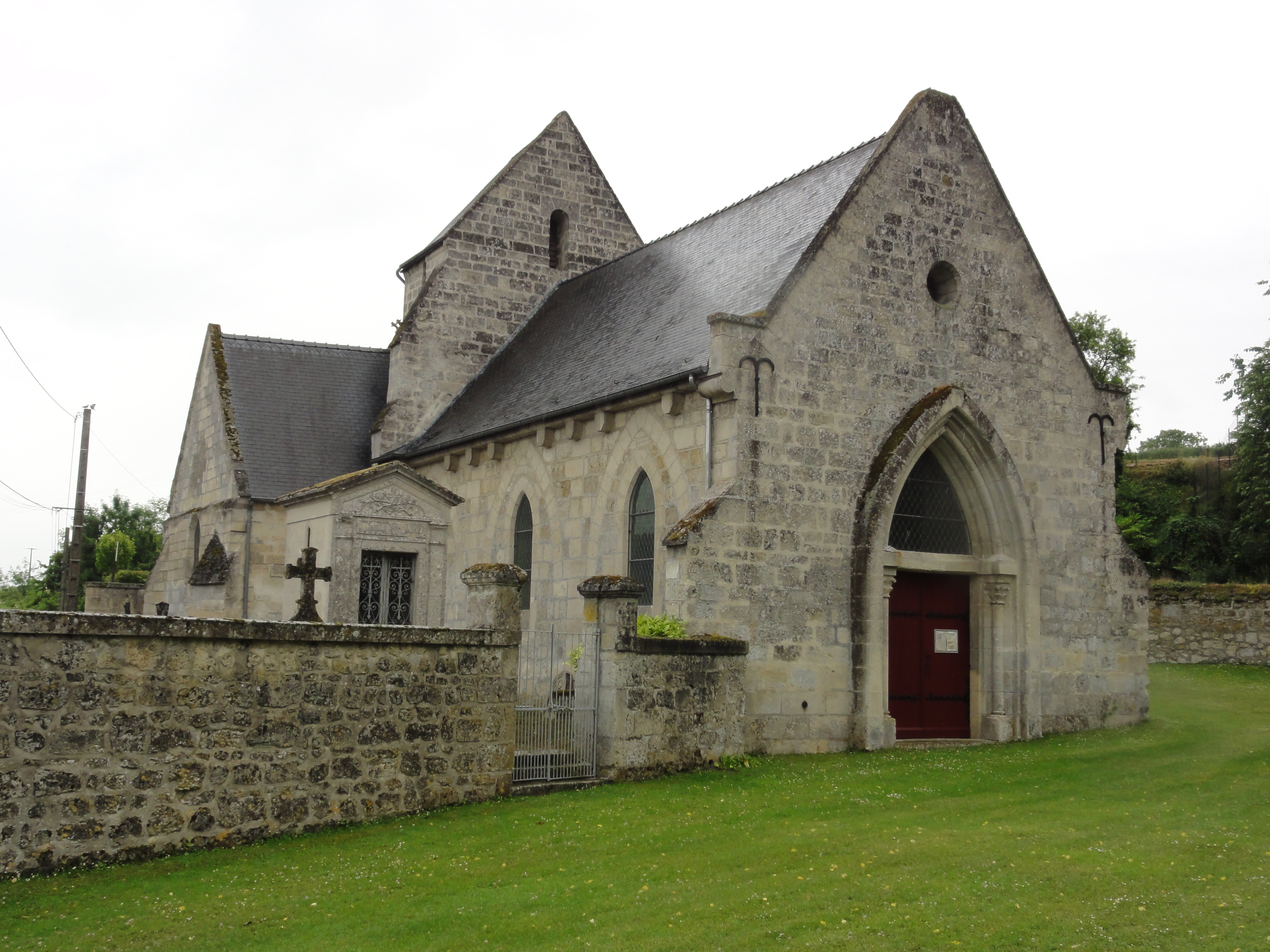
Kirche Saint-Léger
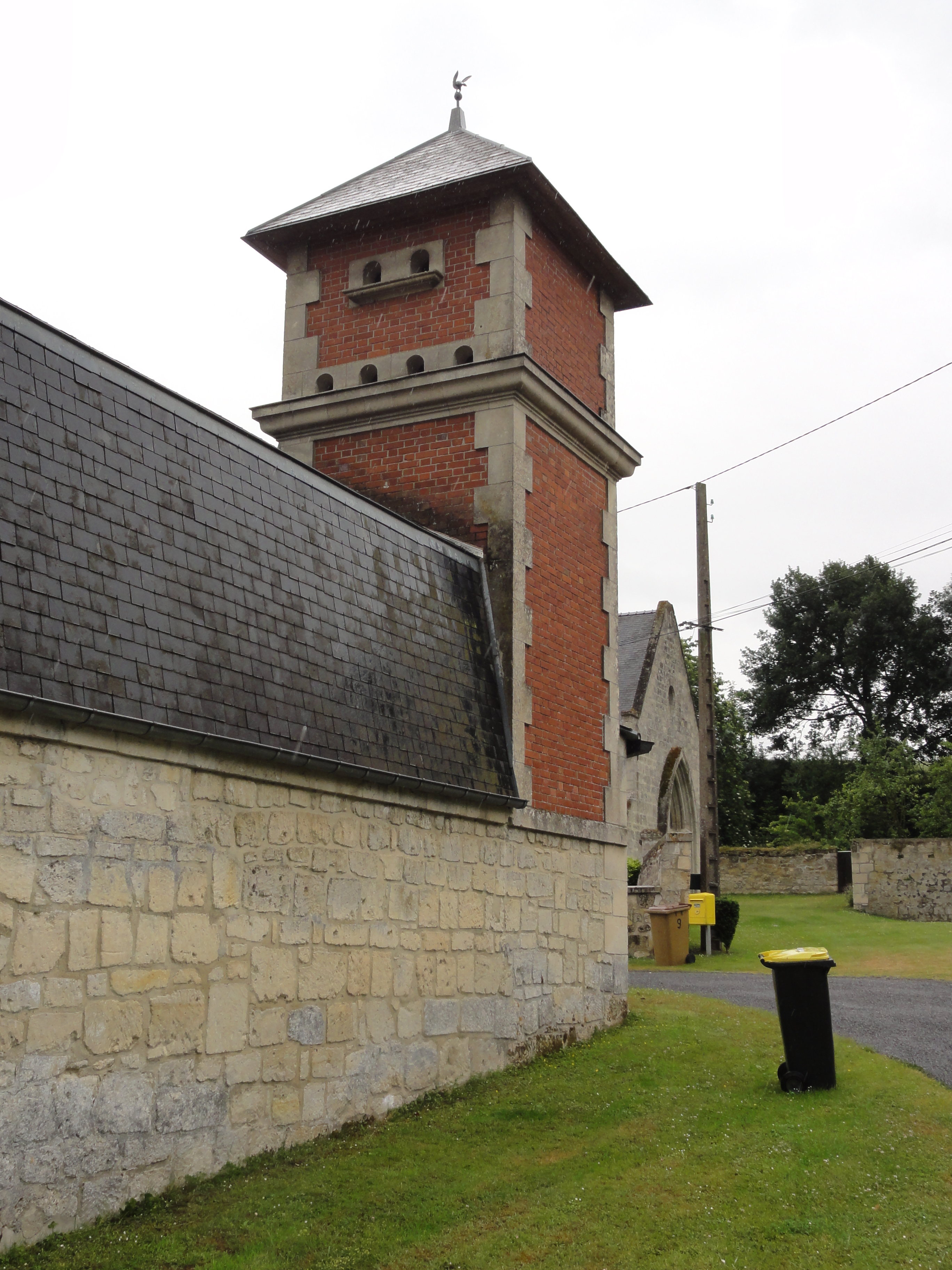
Taubenturm

- Kirche Saint-Léger
- Taubenturm